# Softball Ladies (D1)
De eerste divisie, Softball Ladies (D1),  van het Belgische Softbal bestaat uit 6 teams.De competitie wordt georganiseerd door de Koninklijke Belgische Baseball & Softball Federatie (KBBSF). Recordkampioen is Brasschaat Braves. Huidig landskampioen 2025 is Mont Saint-Guibert Phoenix, dit is voor het eerst dat een team uit Wallonië de titel wint.
Verder bestaat er nog een 2de afdeling (D2) en 2 reeksen in derde afdeling (D3).

## Clubs
De volgende clubs spelen anno 2025 in de eerste divisie:
- Hoboken Pioneers
- Beveren Lions
- Antwerp Eagles
- Braine Black Rickers
- Merchtem Cats
- Mont Saint-Guibert-Phoenix

## Erelijst
- 1974: General Motors
- 1975: General Motors
- 1976: Brasschaat Braves
- 1977: Brasschaat Braves
- 1978: Brasschaat Braves
- 1979: General Motors
- 1980: General Motors
- 1981: General Motors
- 1982: General Motors
- 1983: General Motors
- 1984: Brasschaat Braves
- 1985: Royal Greys Merksem
- 1986: Royal Greys Merksem
- 1987: Royal Greys Merksem
- 1988: Royal Greys Merksem
- 1989: Brasschaat Braves
- 1990: Brasschaat Braves
- 1991: Royal Greys Merksem
- 1992: Brasschaat Braves
- 1993: Brasschaat Braves
- 1994: Antwerp Eagles
- 1995: Brasschaat Braves
- 1996: Brasschaat Braves
- 1997: Brasschaat Braves
- 1998: Borgerhout Squirrels
- 1999: Borgerhout Squirrels
- 2000: Onbekend
- 2001: Onbekend
- 2002: Onbekend
- 2003: Onbekend
- 2004: Onbekend
- 2005: Onbekend
- 2006: Onbekend
- 2007: Onbekend
- 2008: Onbekend
- 2009: Brasschaat Braves
- 2010: Heist-op-den-Berg Afterburners
- 2011: Royal Greys Merksem
- 2012: Royal Greys Merksem
- 2013: Royal Greys Merksem
- 2014: Hoboken Pioneers
- 2015: Hoboken Pioneers
- 2016: Brasschaat Braves
- 2017: Hoboken Pioneers
- 2018: Hoboken Pioneers
- 2019: Hoboken Pioneers [2]
- 2020: Chicaboo's Stabroek
- 2021: Chicaboo's Stabroek
- 2022: Chicaboo's Stabroek [3]
- 2023: Beveren Lions [4]
- 2024: Mont Saint-Guibert Phoenix[5]

### Titels per team
| Club                       | Aantal | Jaren                                                                       |
| -------------------------- | ------ | --------------------------------------------------------------------------- |
| Brasschaat Braves          | 13x    | 1976, 1977, 1978, 1984, 1989, 1990, 1992, 1993, 1995, 1996,1997, 2009, 2016 |
| Royal Greys Merksem        | 8x     | 1985, 1986, 1987, 1988, 1991, 2011, 2012, 2013                              |
| General Motors             | 7x     | 1974, 1975, 1979, 1980, 1981, 1982, 1983                                    |
| Hoboken Pioneers           | 6x     | 2011, 2014, 2015, 2017, 2018, 2019                                          |
| Chicaboo's Stabroek        | 3x     | 2020, 2021, 2022                                                            |
| Borgerhout Squirrels       | 2x     | 1997, 1998                                                                  |
| Antwerp Eagles             | 1x     | 1994                                                                        |
| Heist-op-den-Berg          | 1x     | 2010                                                                        |
| Beveren Lions              | 1x     | 2023                                                                        |
| Mont Saint-Guibert Phoenix | 1x     | 2024                                                                        |

## Erelijst Spelers
MVP
- 2024: Riley Donovan (Hoboken Pioneers)

Best Pitcher
- 2024: Claudia Banchelli (Hoboken Pioneers)

Best Batter
- 2024: Riley Donovan (Hoboken Pioneers)

Most Homeruns
- 2024: Maya Van Droogenbroeck (Merchtem Cats)